# PediaPress
PediaPress er en open source software-udviklingsvirksomhed og trykkeri beliggende i Mainz i Tyskland. 
Selskabet tilbyder en online service, der gør det muligt for brugere at lave skræddersyede bøger med indhold fra wikier. Ifølge den tyske udgave af PC World, er prisen for sådan en hjemmelavet bog € 8 for de første 100 sider plus € 3 for hver af de efterfølgende 100 sider.
PediaPress og Wikimedia Foundation har været partnere siden december 2007 og Wikimedia modtager 10% af salgsprisen på bøgerne.